# Atletismo nos Jogos Olímpicos de Verão de 2008 - 200 m masculino
A competição dos 200 metros rasos masculino nos Jogos Olímpicos de Verão de 2008 aconteceu no dias 17 a 20 de Agosto no Estádio Nacional de Pequim. A vitória da competição ficou com o jamaicano Usain Bolt que estabeleceu um novo recorde mundial com o tempo de 19s30.

## Medalhistas
| Ouro   | JAM Usain Bolt     |
| Prata  | USA Shawn Crawford |
| Bronze | USA Walter Dix     |

## Recordes
Antes desta competição, os recordes mundiais e olímpicos da prova eram os seguintes:
| Tipo | Atleta          | Tempo   | Local   | Data                |
| ---- | --------------- | ------- | ------- | ------------------- |
|      | Michael Johnson | 19.32 s | Atlanta | 1 de agosto de 1996 |
|      | Michael Johnson | 19.32 s | Atlanta | 1 de agosto de 1996 |

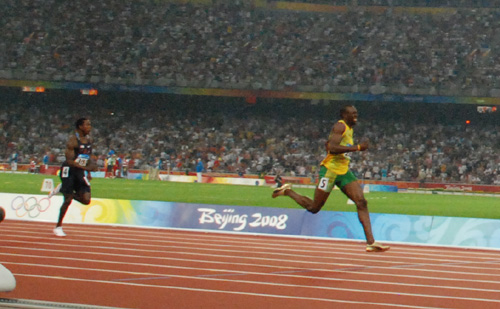
Usain Bolt perto de cruzar a meta

Os seguintes recordes mundiais e olímpicos foram estabelecidos durante esta competição:
| Data         | Evento | Atleta         | Tempo   | OR | WR |
| ------------ | ------ | -------------- | ------- | -- | -- |
| 20 de Agosto | Final  | JAM Usain Bolt | 19.30 s | OR | WR |

## Resultados

### Ronda 1
A primeira ronda foi a 18 de Agosto. Os três primeiros corredores de cada eliminatória (Q) e os oito seguintes mais rápidos (q) qualificaram-se para a segunda ronda.

#### Eliminatória 1
| # | Lane | Atleta/País            | Tempo   | Notas | Reac. |
| - | ---- | ---------------------- | ------- | ----- | ----- |
| 1 | 4    | USA Shawn Crawford     | 20.61 Q | .     | 0.216 |
| 2 | 6    | POL Marcin Jędrusiński | 20.64 Q | .     | 0.199 |
| 3 | 7    | MRI Stephan Buckland   | 20.98 Q | .     | 0.229 |
| 4 | 1    | CZE Jiří Vojtík        | 21.05   | .     | 0.165 |
| 5 | 9    | BOT Fanuel Kenosi      | 21.09   | .     | 0.211 |
| 6 | 3    | GUY Adam Harris        | 21.36   | .     | 0.163 |
| 7 | 5    | JOR Khalil Al-Hanahneh | 21.55   | SB    | 0.184 |
| 8 | 2    | SLE Solomon Bayoh      | 22.16   | .     | 0.216 |
| — | 8    | POR Francis Obikwelu   | DNS     | .     | .     |

#### Eliminatória 2
| # | Lane | Atleta/País                   | Tempo   | Notas | Reac. |
| - | ---- | ----------------------------- | ------- | ----- | ----- |
| 1 | 3    | ZIM Brian Dzingai             | 20.25 Q | .     | 0.172 |
| 2 | 5    | GBR Christian Malcolm         | 20.42 Q | SB    | 0.178 |
| 3 | 4    | JAM Christopher Williams      | 20.53 Q | .     | 0.166 |
| 4 | 8    | JPN Shinji Takahira           | 20.58 q | SB    | 0.175 |
| 5 | 2    | EGY Amr Ibrahim Mostafa Seoud | 20.75 q | .     | 0.172 |
| 6 | 9    | RSA Thuso Mpuang              | 20.87 q | .     | 0.166 |
| 7 | 6    | COL Daniel Grueso             | 21.15   | .     | 0.232 |
| 8 | 7    | POR Arnaldo Abrantes          | 21.46   | .     | 0.173 |

#### Eliminatória 3
| # | Lane | Atleta/País           | Tempo   | Notas | Reac. |
| - | ---- | --------------------- | ------- | ----- | ----- |
| 1 | 8    | GBR Marlon Devonish   | 20.49 Q | SB    | 0.157 |
| 2 | 5    | SKN Kim Collins       | 20.55 Q | .     | 0.175 |
| 3 | 7    | JAM Marvin Anderson   | 20.85 Q | .     | 0.175 |
| 4 | 9    | SLO Matic Osovnikar   | 20.89 q | SB    | 0.189 |
| 5 | 2    | DMA Chris Lloyd       | 20.90   | .     | 0.185 |
| 6 | 6    | URU Heber Viera       | 20.93   | .     | 0.210 |
| 7 | 4    | CHI Christian Reyes   | 21.20   | .     | 0.165 |
| 8 | 3    | ECU Franklin Nazareno | 21.26   | .     | 0.174 |

#### Eliminatória 4
| # | Lane | Atleta/País               | Tempo   | Notas | Reac. |
| - | ---- | ------------------------- | ------- | ----- | ----- |
| 1 | 5    | RUS Roman Smirnov         | 20.76 Q | .     | 0.166 |
| 2 | 3    | USA Walter Dix            | 20.77 Q | .     | 0.185 |
| 3 | 9    | HON Rolando Palacios      | 20.81 Q | .     | 0.202 |
| 4 | 8    | ESP Ángel David Rodríguez | 20.87 q | .     | 0.162 |
| 5 | 2    | BRA Bruno de Barros       | 21.15   | .     | 0.162 |
| 6 | 7    | BUL Desislav Gunev        | 21.55   | .     | 0.178 |
| 7 | 6    | KAZ Vyacheslav Muravyev   | 21.68   | .     | 0.206 |
| 8 | 4    | MLT Nicolai Portelli      | 22.31   | .     | 0.180 |

#### Eliminatória 5
| # | Lane | Atleta/País             | Tempo   | Notas | Reac. |
| - | ---- | ----------------------- | ------- | ----- | ----- |
| 1 | 6    | TRI Rondell Sorillo     | 20.58 Q | .     | 0.193 |
| 2 | 4    | JAM Usain Bolt          | 20.64 Q | .     | 0.177 |
| 3 | 2    | BEL Kristof Beyens      | 20.69 Q | .     | 0.148 |
| 4 | 9    | SUI Marc Schneeberger   | 20.86 q | .     | 0.137 |
| 5 | 7    | VEN José Acevedo        | 21.06   | .     | 0.270 |
| 6 | 8    | UKR Ihor Bodrov         | 21.38   | .     | 0.172 |
| 7 | 3    | LIB Mohamad Siraj Tamim | 21.80   | PB    | 0.206 |
| 8 | 1    | UZB Oleg Juravlyov      | 22.31   | .     | 0.145 |
| 9 | 5    | NCA Juan Zeledon        | 23.39   | .     | 0.173 |

#### Eliminatória 6
| # | Lane | Atleta/País             | Tempo   | Notas | Reac. |
| - | ---- | ----------------------- | ------- | ----- | ----- |
| 1 | 3    | USA Wallace Spearmon    | 20.46 Q | .     | 0.184 |
| 2 | 4    | NOR Jaysuma Saidy Ndure | 20.54 Q | SB    | 0.161 |
| 3 | 2    | IRL Paul Hession        | 20.59 Q | .     | 0.190 |
| 4 | 8    | GHA Seth Amoo           | 20.91   | .     | 0.140 |
| 5 | 7    | LAT Ronalds Arājs       | 21.22   | .     | 0.218 |
| 6 | 5    | BIZ Jayson Jones        | 21.54   | .     | 0.162 |
| 7 | 6    | GUI Nabie Foday Fofanah | 21.68   | .     | 0.247 |
| — | 9    | CAN Bryan Barnett       | DNF     | .     | 0.164 |

#### Eliminatória 7
| # | Lane | Atleta/País            | Tempo   | Notas | Reac. |
| - | ---- | ---------------------- | ------- | ----- | ----- |
| 1 | 6    | NGR Obinna Metu        | 20.62 Q | .     | 0.168 |
| 2 | 9    | AZE Ramil Guliyev      | 20.78 Q | SB    | 0.175 |
| 3 | 8    | AHO Churandy Martina   | 20.78 Q | .     | 0.172 |
| 4 | 4    | BRA Sandro Viana       | 20.84 q | .     | 0.159 |
| 5 | 5    | BAH Jamaal Rolle       | 20.93   | .     | 0.162 |
| 6 | 2    | JPN Shingo Suetsugu    | 20.93   | .     | 0.185 |
| 7 | 7    | UAE Omar Juma Al-Salfa | 21.00   | .     | 0.184 |
| — | 3    | GBR Alex Nelson        | DNS     | .     | .     |

#### Eliminatória 8
| # | Lane | Atleta/País           | Tempo   | Notas | Reac. |
| - | ---- | --------------------- | ------- | ----- | ----- |
| 1 | 6    | TRI Aaron Armstrong   | 20.57 Q | .     | 0.183 |
| 2 | 8    | ANT Brendan Christian | 20.58 Q | .     | 0.164 |
| 3 | 7    | CAN Jared Connaughton | 20.60 Q | .     | 0.146 |
| 4 | 9    | FIN Visa Hongisto     | 20.62 q | SB    | 0.145 |
| 5 | 3    | SUI Marco Cribari     | 20.98   | .     | 0.171 |
| 6 | 2    | NZL James Dolphin     | 20.98   | .     | 0.161 |
| 7 | 5    | CHN Peimeng Zhang     | 21.06   | SB    | 0.150 |
| — | 4    | QAT Samuel Francis    | DNS     | .     | .     |

### Ronda 2
A segunda ronda foi a 18 de Agosto. Os primeiros três mais rápidos de cada eliminatória(Q) e os quatro seguintes mais rápidos (q) apuraram-se para a semifinal.

#### Eliminatória 1
| # | Lane | Atleta/País               | Tempo   | Notas | Reac. |
| - | ---- | ------------------------- | ------- | ----- | ----- |
| 1 | 4    | JAM Usain Bolt            | 20.29 Q | .     | 0.186 |
| 2 | 7    | USA Shawn Crawford        | 20.42 Q | .     | 0.198 |
| 3 | 6    | SKN Kim Collins           | 20.43 Q | (SB)  | 0.233 |
| 4 | 5    | GBR Marlon Devonish       | 20.43 q | (SB)  | 0.146 |
| 5 | 9    | CAN Jared Connaughton     | 20.45 q | .     | 0.151 |
| 6 | 3    | EGY Amr Seoud             | 20.45   | (NR)  | 0.151 |
| 7 | 8    | HON Rolando Palacios      | 20.87   | .     | 0.248 |
| 8 | 2    | ESP Ángel David Rodríguez | 20.96   | .     | 0.172 |

#### Eliminatória 2
| # | Lane | Atleta/País              | Tempo   | Notas | Reac. |
| - | ---- | ------------------------ | ------- | ----- | ----- |
| 1 | 4    | ZIM Brian Dzingai        | 20.23 Q | .     | 0.182 |
| 2 | 7    | USA Walter Dix           | 20.27 Q | .     | 0.162 |
| 3 | 8    | JAM Christopher Williams | 20.28 Q | .     | 0.159 |
| 4 | 6    | GBR Christian Malcolm    | 20.30 q | (SB)  | 0.188 |
| 5 | 9    | MRI Stephan Buckland     | 20.37 q | (SB)  | 0.188 |
| 6 | 5    | RUS Roman Smirnov        | 20.62   | .     | 0.161 |
| 7 | 3    | JPN Shinji Takahira      | 20.63   | .     | 0.185 |
| 8 | 2    | SLO Matic Osovnikar      | 20.95   | .     | 0.171 |

#### Eliminatória 3
| # | Lane | Atleta/País            | Tempo   | Notas | Reac. |
| - | ---- | ---------------------- | ------- | ----- | ----- |
| 1 | 5    | ANT Brendan Christian  | 20.26 Q | .     | 0.166 |
| 2 | 8    | AHO Churandy Martina   | 20.42 Q | .     | 0.155 |
| 3 | 9    | BEL Kristof Beyens     | 20.50 Q | .     | 0.155 |
| 4 | 6    | POL Marcin Jędrusiński | 20.58   | (=SB) | 0.199 |
| 5 | 4    | TRI Aaron Armstrong    | 20.58   | .     | 0.155 |
| 6 | 7    | NGR Obinna Metu        | 20.65   | .     | 0.195 |
| 7 | 2    | BRA Sandro Viana       | 21.07   | .     | 0.168 |
| 8 | 3    | SUI Marc Schneeberger  | 21.48   | .     | 0.156 |

#### Eliminatória 4
| # | Lane | Atleta/País             | Tempo   | Notas | Reac. |
| - | ---- | ----------------------- | ------- | ----- | ----- |
| 1 | 8    | IRL Paul Hession        | 20.32 Q | (SB)  | 0.190 |
| 2 | 4    | USA Wallace Spearmon    | 20.39 Q | .     | 0.202 |
| 3 | 6    | NOR Jaysuma Saidy Ndure | 20.45 Q | (SB)  | 0.131 |
| 4 | 7    | TRI Rondell Sorillo     | 20.63   | .     | 0.164 |
| 5 | 5    | AZE Ramil Guliyev       | 20.66   | (NR)  | 0.174 |
| 6 | 3    | FIN Visa Hongisto       | 20.76   | .     | 0.124 |
| 7 | 2    | RSA Thuso Mpuang        | 21.04   | .     | 0.162 |
| — | 9    | JAM Marvin Anderson     | DNF     | .     | 0.187 |

### Semifinais
As semifinais foram a 19 de Agosto. Os quatro primeiros de cada eliminatória (Q) avançaram para a final.

#### Semifinal 1
| # | Lane | Atleta/País              | Tempo   | Notas | Reac. |
| - | ---- | ------------------------ | ------- | ----- | ----- |
| 1 | 7    | AHO Churandy Martina     | 20.11 Q | (NR)  | 0.154 |
| 2 | 6    | ZIM Brian Dzingai        | 20.17 Q | (=SB) | 0.184 |
| 3 | 4    | USA Walter Dix           | 20.19 Q | .     | 0.161 |
| 4 | 3    | GBR Christian Malcolm    | 20.25 Q | (SB)  | 0.181 |
| 5 | 5    | IRL Paul Hession         | 20.38   | .     | 0.175 |
| 6 | 9    | JAM Christopher Williams | 20.45   | .     | 0.217 |
| 7 | 2    | CAN Jared Connaughton    | 20.58   | .     | 0.146 |
| 8 | 8    | BEL Kristof Beyens       | 20.69   | .     | 0.211 |

#### Semifinal 2
| # | Lane | Atleta/País             | Tempo   | Notas | Reac. |
| - | ---- | ----------------------- | ------- | ----- | ----- |
| 1 | 6    | JAM Usain Bolt          | 20.09 Q | .     | 0.175 |
| 2 | 5    | USA Shawn Crawford      | 20.12 Q | .     | 0.196 |
| 3 | 7    | USA Wallace Spearmon    | 20.14 Q | .     | 0.196 |
| 4 | 8    | SKN Kim Collins         | 20.25 Q | (SB)  | 0.191 |
| 5 | 4    | ANT Brendan Christian   | 20.29   | .     | 0.135 |
| 6 | 2    | MRI Stephan Buckland    | 20.48   | .     | 0.141 |
| 7 | 3    | GBR Marlon Devonish     | 20.57   | .     | 0.258 |
| — | 9    | NOR Jaysuma Saidy Ndure | DNS     | .     | .     |

### Final

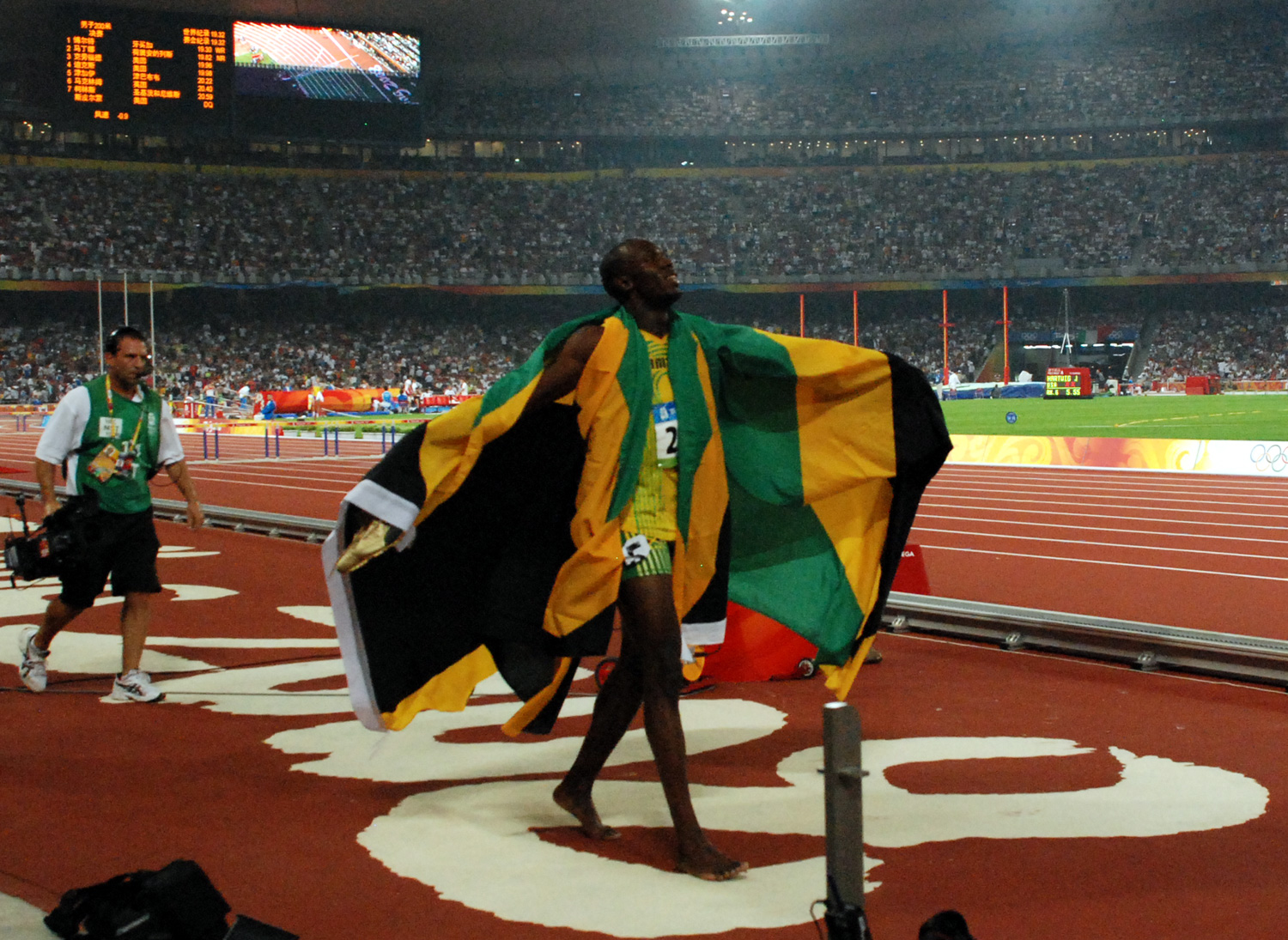
Usain Bolt após a vitória nos 200 metros

| Pos               | Raia | Atleta            | País                      | Reac.          | Tempo | Notas |
| ----------------- | ---- | ----------------- | ------------------------- | -------------- | ----- | ----- |
| Medalha de ouro   | 5    | Usain Bolt        | JAM Jamaica               | 0.182          | 19.30 | WR    |
| Medalha de prata  | 4    | Shawn Crawford    | USA Estados Unidos        | 0.210          | 19.96 |       |
| Medalha de bronze | 8    | Walter Dix        | USA Estados Unidos        | 0.151          | 19.98 |       |
| 4                 | 6    | Brian Dzingai     | ZIM Zimbabwe              | 0.185          | 20.22 |       |
| 5                 | 3    | Christian Malcolm | GBR Grã-Bretanha          | 0.212          | 20.40 |       |
| 6                 | 2    | Kim Collins       | SKN São Cristóvão e Neves | 0.165          | 20.59 |       |
| DSQ               | 7    | Churandy Martina  | AHO Antilhas Neerlandesas | 0.144          | 19.82 |       |
| DSQ               | 9    | Wallace Spearmon  | USA Estados Unidos        | 0.167          | 19.95 |       |
|                   |      |                   |                           | Vento:-0.9 m/s |       |       |

Legenda
| Recorde mundial      | Recorde mundial (World record)               |                       | Recorde africano                      | Recorde africano (African) |                                           | Q | Classificado por posição (Qualified) |
| Recorde olímpico     | Recorde olímpico (Olympic record)            | Recorde da América    | Recorde da América (Americas)         | q                          | Classificado por melhor tempo (Qualified) |   |                                      |
| Melhor marca do ano  | Melhor marca do ano (World leading)          | Recorde asiático      | Recorde asiático (Asian)              | DNS                        | Não largou (Did not start)                |   |                                      |
| Recorde nacional     | Recorde nacional (National record)           | Recorde europeu       | Recorde europeu (European)            | DNF                        | Não terminou (Did not finish)             |   |                                      |
| Recorde pessoal      | Recorde pessoal do atleta (Personal best)    | Recorde da Oceania    | Recorde da Oceania (Oceania)          | DSQ / DQ                   | Desclassificado (Disqualified)            |   |                                      |
| Recorde da temporada | Recorde da temporada do atleta (Season best) | Recorde sul-americano | Recorde sul-americano (South America) | NM                         | Sem marca (No mark)                       |   |                                      |